# Сіано
Сіано (італ. Siano) — муніципалітет в Італії, у регіоні Кампанія,  провінція Салерно.
Сіано розташоване на відстані близько 230 км на південний схід від Рима, 38 км на схід від Неаполя, 15 км на північний захід від Салерно.
Населення — 10 008 осіб (2014).

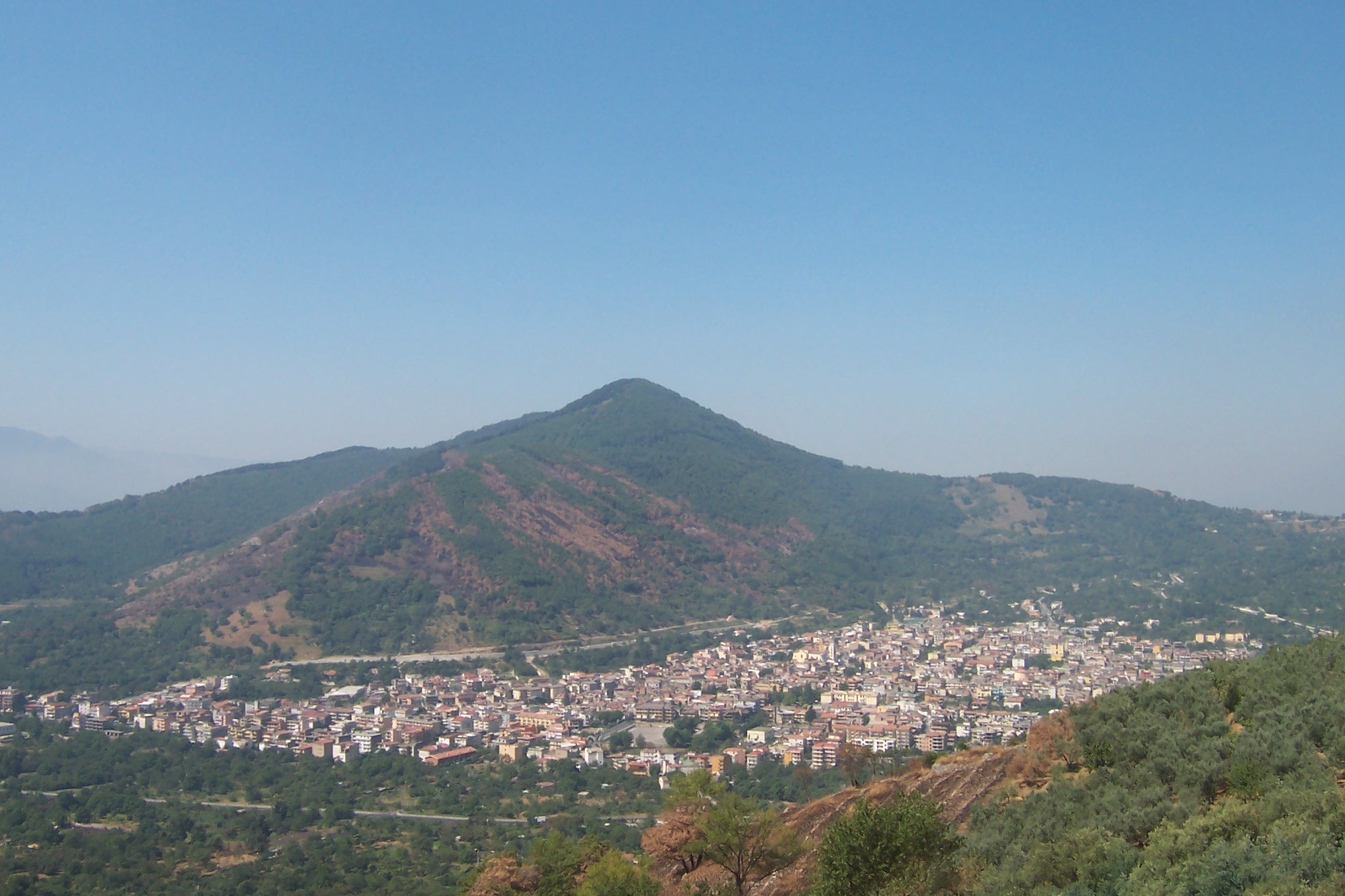

Щорічний фестиваль відбувається 16 серпня. Покровитель — святий Рох.

## Демографія
Населення за роками:

Станом на 1 січня 2023 року в муніципалітеті офіційно проживало 211 іноземців з 19 країн, серед них 96 громадян країн Євросоюзу та 63 громадяни України.

## Сусідні муніципалітети
- Брачильяно
- Кастель-Сан-Джорджо
- Меркато-Сан-Северино
- Куїндічі-(ав)
- Сарно